# Boulainvilliers (stanice RER v Paříži)
Boulainvilliers je nádraží příměstské železnice RER v Paříži, které se nachází v 16. obvodu na křižovatce ulic Rue de Boulainvilliers a Rue des Vignes. Slouží pro linku RER C. Podzemním tunelem je propojeno se stanicí La Muette, kde je možné přestoupit na linku 9 pařížského metra. V roce 2004 činil počet denních pasažárů 2500-7500 a vlaků 150-250.

## Historie
Nádraží bylo otevřeno 12. dubna 1900 při zprovoznění trati v úseku Courcelles – Champ-de-Mars. Autorem budovy byl architekt A. Barret. V roce 1919 byla trať elektrifikována. 1. června 1924 byly kvůli nízké vytíženosti trať i nádraží uzavřeny. Teprve od 25. září 1988 slouží nádraží opět veřejnosti, když byl na lince RER C otevřen úsek Montmorency – Invalides.